# ディー・ブラウン (1968年生のバスケットボール選手)
デコバン・カデル・ブラウン（DeCovan Kadell Brown, 1968年11月29日 - ）は、アメリカ合衆国・フロリダ州ジャクソンビル出身の元プロバスケットボール選手。1990年から2002年まで12年間NBAのボストン・セルティックス、トロント・ラプターズ、オーランド・マジックでプレイして通算6758得点をあげている。

## 経歴

### プレーヤー
ジャクソンビル大学卒業後、1990年のNBAドラフトで1巡目全体19位でボストン・セルティックスに指名されて入団した。初年度から82試合全試合に出場し、1試合平均8.7得点をあげてNBAオールルーキーチームに選出された。1991年のNBAオールスター・スラムダンクコンテストでは目隠しをしたままダンクシュートを決めて優勝している。1993/94年シーズン、1994/95年シーズンはセルティックスの先発選手としてプレイして1試合平均15得点以上をあげた。
1996年11月、故障者リスト入りした。
7年半セルティックスでプレイした後、1998年にチャンシー・ビラップスと共にトロント・ラプターズに移籍した。

### コーチ
引退後、WNBAのオーランド・ミラクルでアシスタントコーチ、ヘッドコーチをサンアントニオ・シルバースターズでヘッドコーチを務めた。
2005年にESPNのDream Jobで元ヒューストン・ロケッツのマット・バラードを破りスタジオ解説者としての1年契約を勝ち取った。
2009年から2年間、Dリーグのスプリングフィールド・アーマーでヘッドコーチを務めた後、デトロイト・ピストンズ、サクラメント・キングスでアシスタントコーチを務めていた。